# Angry white male

Angry white male (littéralement « homme blanc en colère ») ou angry white man est un terme péjoratif utilisé pour décrire un homme blanc aux opinions conservatrices voire réactionnaires en politique américaine, généralement opposé aux politiques anti-discriminatoires, dont la discrimination positive, au féminisme, à ce qui est dénoncé comme du « politiquement correct »,. Les Angry white males sont décrits comme des hommes blancs plus vieux que la moyenne, qui ont également tendance à éprouver une animosité envers les jeunes ou les personnes appartenant aux minorités ethniques.

## Historique

### États-Unis
Le terme se popularise au début des années 1990, en référence à un bloc d'électeurs percevant des injustices à l'encontre des hommes blancs dans le cadre de la mise en place de la discrimination positive et de quotas dans le milieu du travail. Le terme prend de l'ampleur lors des élections fédérales de 1994 des États-Unis, lors desquelles un nombre important d'électeurs blancs et néo-conservateurs participent. Ce nouveau bloc de votants permet ainsi d'imposer une majorité républicaine au Congrès.
Les partisans de Donald Trump, pour ceux qui sont blancs et masculin, ont été décrits par certains comme des « angry white men » ou des « angry white males »,,,.

### Australie
La figure du angry white male est également apparue en Australie au cours des élections fédérales australiennes de 1998. En soutien à un mouvement masculiniste mené par des pères, de nouveaux partis politiques apparaissent lors de cette élection, comme le Abolish Family Support ou Family Court Party, et le Family Law Reform Party (en). De la même manière qu'aux États-Unis, les angry white males australiens sont opposés à ce qu'ils perçoivent comme un programme féministe. Ils affirment que « Les féministes se sont établies dans des positions de pouvoir et d'influence au sein du gouvernement et elles utilisent leur pouvoir afin de persécuter les hommes. »

## Culture populaire
Ce terme a été utilisé de manière rétroactive pour désigner le stéréotype similaire de l'homme opposé au mouvement des droits civiques et à la seconde vague du féminisme.
Les films Joe, c'est aussi l'Amérique, Un justicier dans la ville, Chute libre, Taxi Driver, God Bless America, et certains films de Clint Eastwood comme la série Dirty Harry ou le film Gran Torino ont été décrits comme des explorations de la figure du angry white male[Information douteuse],,. En particulier, le protagoniste de Chute libre, un homme divorcé, qui descend dans une spirale de rage et de violence, a été largement décrit comme représentant ce stéréotype.
Le personnage d'Archie Bunker des sitcoms All in family et Archie Bunker's Place (en) « ont tourné les angry white males en icône culturelle », selon CBS News,.